# Санфедисти
Санфедисти (італ. Sanfedismo, від Santa Fede, «Свята віра» італійською) — члени таємної організації священної унії, заснованої кардиналом Консальві (1757–1824) для захисту світських прав Папи Римського на володіння Папською областю. Союз санфедистів був спрямований проти діяльності карбонаріїв на території Італії. Санфедисти відрізнялися особливою жорстокістю.